# ديفيد والد
ديفيد والد (بالإنجليزية: David Wald)‏ هو ممثل أمريكي، ولد في 11 مايو 1973.

## وصلات خارجية
- ديفيد والد على موقع IMDb (الإنجليزية)
- ديفيد والد على موقع قاعدة بيانات الفيلم (الإنجليزية)
- ديفيد والد على موقع ANN person (الإنجليزية)